# Golobičarji
Golobičarji (znanstveno ime Russulales) so red gliv iz razreda Agaricomycetes (ki vključujejo rod Russula (golobica)  in Lactarius (mlečnica) ter njihove sorodnike). Red sestavlja 12 družin, 80 rodov in 1767 vrst.